# 이광출
이광출 (1955년 ~ )은 대한민국의 방송인 KBS 전 기자다.

## 학력
- 미국 조지 메이슨대학교 분쟁학 석사

## 경력
- 1994년: 국제부 기자
- 2003년: KBS 워싱턴 특파원

## 진행

### 텔레비전
- KBS 뉴스월드 (1994년 2월 21일 ~ 1994년 9월 15일)
- KBS 뉴스 8 → KBS 뉴스투데이 (1998년 10월 12일 ~ 1999년 8월 20일)

## 저서
- 워싱턴에서 KBS뉴스 이광출입니다